# NGC 4126
NGC 4126 é uma galáxia lenticular (S0) localizada na direcção da constelação de Coma Berenices. Possui uma declinação de +16° 08' 35" e uma ascensão recta de 12 horas, 08 minutos e 37,4 segundos.
A galáxia NGC 4126 foi descoberta em 21 de Março de 1784 por William Herschel.